# René Guissart
René Jacques Guissart (ur. 12 września 1929 w Hampstead, zm. 8 września 2014 w Grasse) – francuski wioślarz, brązowy medalista olimpijski.
Wystąpił na igrzyskach olimpijskich w Helsinkach w 1952 roku, gdzie w dwójkach bez sternika zajął piąte miejsce. Na rozgrywanych cztery lata później igrzyskach olimpijskich w Melbourne Francuzi w składzie: René Guissart, Yves Delacour, Gaston Mercier i Guy Guillabert zdobyli brązowy medal w czwórkach bez sternika. W wyścigu finałowym wyprzedziły ich osady Kanady i Stanów Zjednoczonych.
W 1955 zdobył brązowy medal w ósemkach na igrzyskach śródziemnomorskich w Barcelonie.
Jego brat, Jean-Jacques, również był wioślarzem.